# Andrés Peláez
Andrés Peláez (Maicao, La Guajira, Colombia; 30 de abril de 1980) es un exfutbolista colombiano. Jugaba como arquero. Se destacó por ser un gran cobrador de penales, anotó 15 goles entre la segunda división (13) y la Copa Colombia (2). Actualmente se desempeña como entrenador de arqueros del Barranquilla F. C.

## Clubes

### Como jugador
| Club                 | País                 | Año                  | Goles |
| -------------------- | -------------------- | -------------------- | ----- |
| Real Cartagena       | Colombia             | 2003                 | 0     |
| Junior               | Colombia             | 2004 - 2006          | 0     |
| Real Cartagena       | Colombia             | 2006                 | 0     |
| Unión Magdalena      | Colombia             | 2007 - 2008          | 9     |
| Cúcuta Deportivo     | Colombia             | 2009                 | 0     |
| Unión Magdalena      | Colombia             | 2010                 | 2     |
| Valledupar F. C.     | Colombia             | 2011                 | 3     |
| Deportivo Pasto      | Colombia             | 2012 - 2013          | 1     |
| Total Goles Anotados | Total Goles Anotados | Total Goles Anotados | 15    |